# Punctele extreme ale Azerbaidjanului

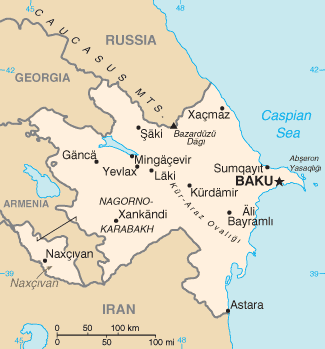
Harta Azerbaidjanului

Aceasta este o listă a punctelor extreme ale Azerbaidjanului, punctele aflate mai la nord, sud, est sau vest decât oricare altele, precum și cel mai înalt și cel mai de jos punct.

## Latitudine și longitudine
- Nord - Balakan (41°54′N 46°25′E / 41.900°N 46.417°E)
- Sud - Astara (38°24′N 48°39′E / 38.400°N 48.650°E)
- Vest - Sadarak (39°42′N 44°46′E / 39.700°N 44.767°E)
- Est - Chilov, Baku (40°18′N 50°33′E / 40.300°N 50.550°E)

## Înălțime
- Cel mai înalt punct - Bazardüzü (4.466 m, (40°18′N 47°51′E / 40.300°N 47.850°E)
- Cel mai jos punct - Marea Caspică (−28 m)